# Nationalmuseum Stettin
Das Nationalmuseum Stettin (Muzeum Narodowe w Szczecinie) ist seit 1970 eines der bedeutendsten Museen Polens. Es ging 1945 aus dem Polnischen Stadtmuseum hervor und wurde in den 1970er-Jahren um das Geschichtsmuseum im Alten Rathaus und das Museum für zeitgenössische Kunst im ehemaligen Hauptquartier der Stettiner Festungsgarnison erweitert. Heute sind dem Nationalmuseum Stettin fünf Zweigstellen untergeordnet. Das Hauptgebäude bildet das optische Zentrum der Wały Chrobrego (vormals Hakenterrasse), eines Wahrzeichens Stettins. Die Sammlung umfasst u. a. Gemälde, Antikenkopien, Schiffsmodelle sowie kulturgeschichtliche und völkerkundliche Objekte. Häufig wechselnde Ausstellungen ergänzen die Schausammlung.

## Standorte
Die sechs Standorte des Nationalmuseums Stettin sind:
- Hauptsitz des Nationalmuseums Stettin (Muzeum Narodowe w Szczecinie), Wały Chrobrego 3
- Museum für regionale Traditionen (Muzeum Tradycji Regionalnych), Staromłyńska 27
- Museum für zeitgenössische Kunst (Muzeum Sztuki Współczesnej), Staromłyńska 1
- Museum für Geschichte Stettins (Muzeum Historii Szczecina), Księcia Mściwoja II 8
- Zentrum für den Dialog über Umwälzungen (Centrum Dialogu Przełomy), pl. Solidarności 1
- Freiluftausstellung der westpommerschen Kleinbahnen (Wystawa Zachodniopomorskich Kolei Dojazdowych) in Gryfice.[2]

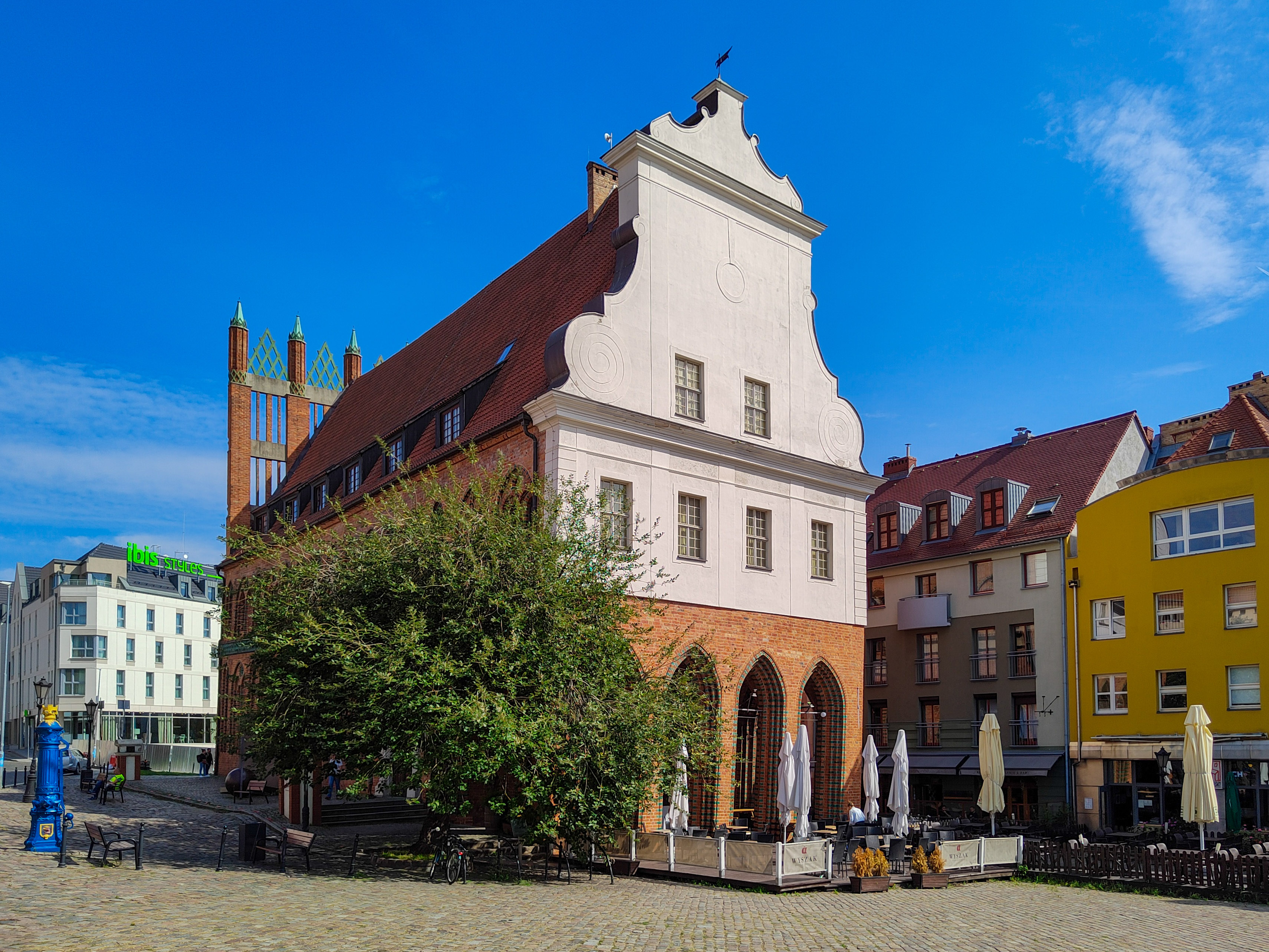
Museum für Geschichte Stettins
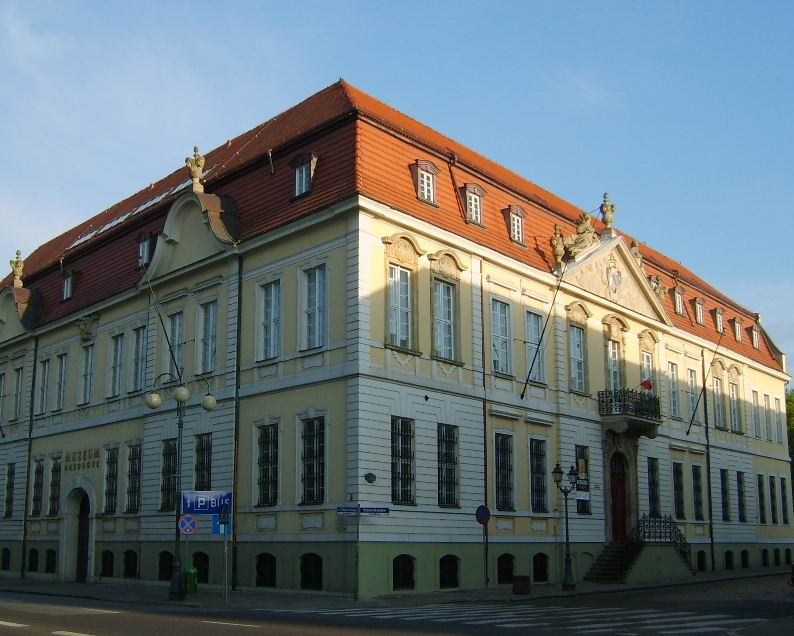
Museum für regionale Traditionen
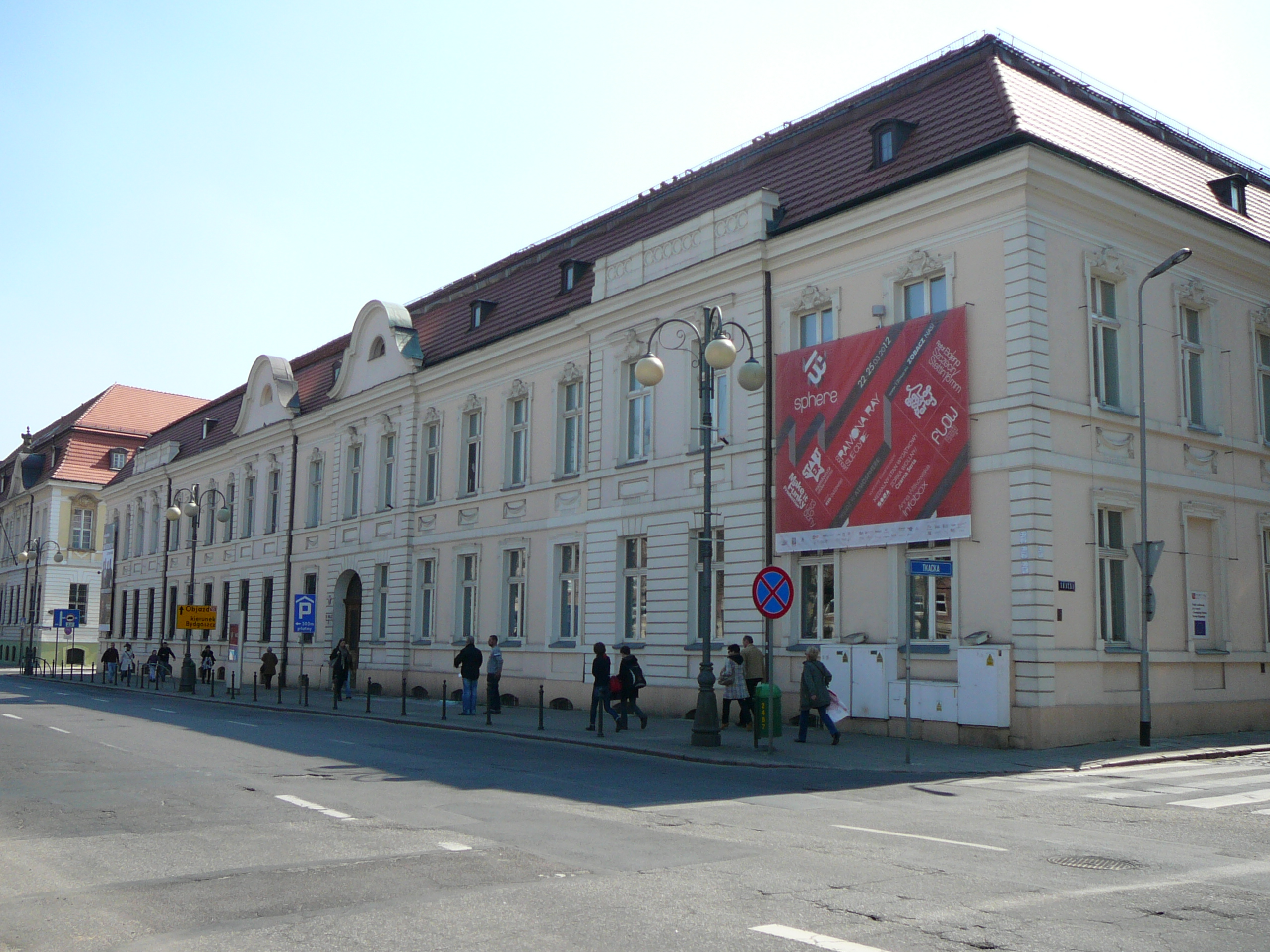
Museum für zeitgenössische Kunst

## Geschichte

### Anfänge
Die Anfänge des Museumswesens in Stettin reichen bis 1824 zurück, als sich die Gesellschaft für Pommersche Geschichte und Altertumskunde gründete. Bereits am 23. September 1826 konnte im Herzogsschloss die erste Sammlung für das Publikum zugänglich gemacht werden.
Die Erhebung zur  Hauptstadt der 1815 neugeschaffenen preußischen Provinz Pommern hatte Stettin den Weg zu einer rasanten Entwicklung geebnet. Bedeutende Patrizierfamilien wie die Stoltings, die Dohrns und die Kasels bestimmten nun die Sammlungslandschaft. Das 1878 eingerichtete Stadtmuseum umfasste u. a. die Städtische Bildergalerie, die Städtische Kupferstichsammlung und die Antike Bronzesammlung. 1913 wurden die städtischen Sammlungen im neuerrichteten Museum der Stadt Stettin an der nach Hermann Haken benannten Hakenterrasse zusammengelegt.

### Museum der Stadt Stettin
Das Museumsgebäude wurde 1913 fertiggestellt und bildet seitdem den architektonischen Mittelpunkt der zwischen 1900 und 1914 angelegten Hakenterrasse. Architekt war der Stettiner Stadtbaurat Wilhelm Meyer-Schwartau. Das Gebäude ist imposant und großzügig errichtet, doch im Rückblick wies bereits der Stettiner Museumsfachmann Otto Kunkel darauf hin, dass man zur Planung keinen Fachmann für Museen herangezogen hatte. Die Räumlichkeiten würden der Vielfalt des zu zeigenden Museumsgutes kaum gerecht. Das Gebäude war von vornherein für eine Erweiterung im rückwärtigen Bereich vorgesehen, die aber nicht erfolgt ist.
Erster Direktor des Städtischen Museums war von 1913 bis 1934 Walter Riezler, der mit seinen modernen Ansichten beim konservativen Bürgertum Stettins nicht nur auf Zustimmung stieß. Er wurde nach der Machtübernahme durch die Nationalsozialisten im April 1933 suspendiert und 1934 vorzeitig in den Ruhestand versetzt. Sein Nachfolger als Museumsdirektor wurde sein mehrjähriger Mitarbeiter Otto Holtze, nach dessen Tod im Jahre 1944 übte bis 1945 Frida Endell (1897–1980) die Museumsleitung aus.
Zum Ende des Zweiten Weltkriegs veranlasste Endell die Sicherung von Museumsgut im Museumskeller und im Tresor der Sparkasse. Die wertvollsten Kunstgegenstände aus der Gemäldesammlung wurden nach Westen in Sicherheit gebracht und in der Veste Coburg eingelagert.

### Entwicklung seit 1945
Nach dem Zweiten Weltkrieg, als Stettin an Polen kam, übernahm der polnische Staat das in Stettin verbliebene Museumsgut. Das städtische Museum Stettin wurde als polnisches Museum am 1. August 1945 gebildet. Das neue Städtische Museum Stettin wurde in der Luisenstraße im ehemaligen Provinzialmuseum eingerichtet. Im Museum auf der Hakenterrasse
wurde das Meeresmuseum eröffnet. Am 1. Januar 1949 wurden Stadt- und Meeresmuseum zum Museum von Pommern zusammengeführt und umgewandelt. Bereits am 1. Januar 1950 wurden alle Museen in Polen verstaatlicht. Dem Museum Stettin (Stadt- und Meeresmuseum) wurde die Aufsicht über alle Regionalmuseen in Pommern (Belgard, Köslin, Stolp und Rügenwalde) übertragen. 1970 bekam dann das Museum den Rang eines Nationalmuseums. 1975 wurde das Stadtmuseum Stettin in das wieder aufgebaute alte Rathaus der Stadt verlegt.
Im Gebäude des ehemaligen Städtischen Museums auf der Hakenterrasse befindet sich heute das Nationalmuseum Stettin (Muzeum Narodowe w Szczecinie). Es enthält Ausstellungen zur pommerschen Landesgeschichte insbesondere des Mittelalters und der frühen Neuzeit, zur Vor- und Frühgeschichte Pommerns, Kopien und Originale griechischer Antiken, die bereits vor dem Ersten Weltkrieg zusammen getragen wurden, eine kleinere Ausstellung volkskundlicher Bestände Pommerns, überwiegend aus der Zeit vor 1945 und einen umfangreichen Bestand zur Schifffahrt in Stettin überwiegend aus der Zeit nach dem Zweiten Weltkrieg. Als umfangreichster vergleichbarer Bestand Polens gilt die Sammlung ethnographischer Objekte aus Afrika, der Südsee und Amerika, die in den Jahrzehnten nach dem Zweiten Weltkrieg erworben worden sind. Ausgestellt werden in drei Sälen vor allem Masken und Skulpturen aus Afrika, deren Authentizität von der Fachwelt aber zum überwiegenden Teil bezweifelt wird. Als in didaktischer Hinsicht bemerkenswert und einzigartig gelten jedoch die beiden rekonstruierten Gehöfte afrikanischer Kulturen, u. a. der Lobi. Daneben befindet sich noch ein kleinerer, aber vom internationalen Museumswesen als wenig bedeutend eingeschätzter Bestand älterer Reiseandenken aus Afrika in der Ausstellung.
Die Gemälde aus der Veste Coburg und andere verlegte Sammlungen bildeten den Grundstock des Museums der Stiftung Pommern, das 1972 in Kiel eröffnet wurde. Mit den übrigen Sammlungen der Stiftung Pommern wurden sie 1999 aus Kiel in das neugegründete Pommersche Landesmuseum in Greifswald überführt.
2012/2013 wurden Austausche von vorerst archäologischen Artefakten zwischen dem Pommerschen Landesmuseum Greifswald sowie dem Landesamt in Schwerin und dem Nationalmuseum Stettin vereinbart und realisiert. So werden die Artefakte ausgetauscht, die den jeweiligen Fundgebieten und -orten der Territorien der jeweiligen Museen zuzuordnen sind. So wurden z. B. die Funde vom Schlossberg Gützkow (Ausgrabung Petzsch/Wilde 1930–1934) die teilweise nach Stettin an das damalige Provinzialmuseum geliefert waren, über das Landesamt Schwerin an die Greifswalder Sammlungen übergeben.

## Sammlungen

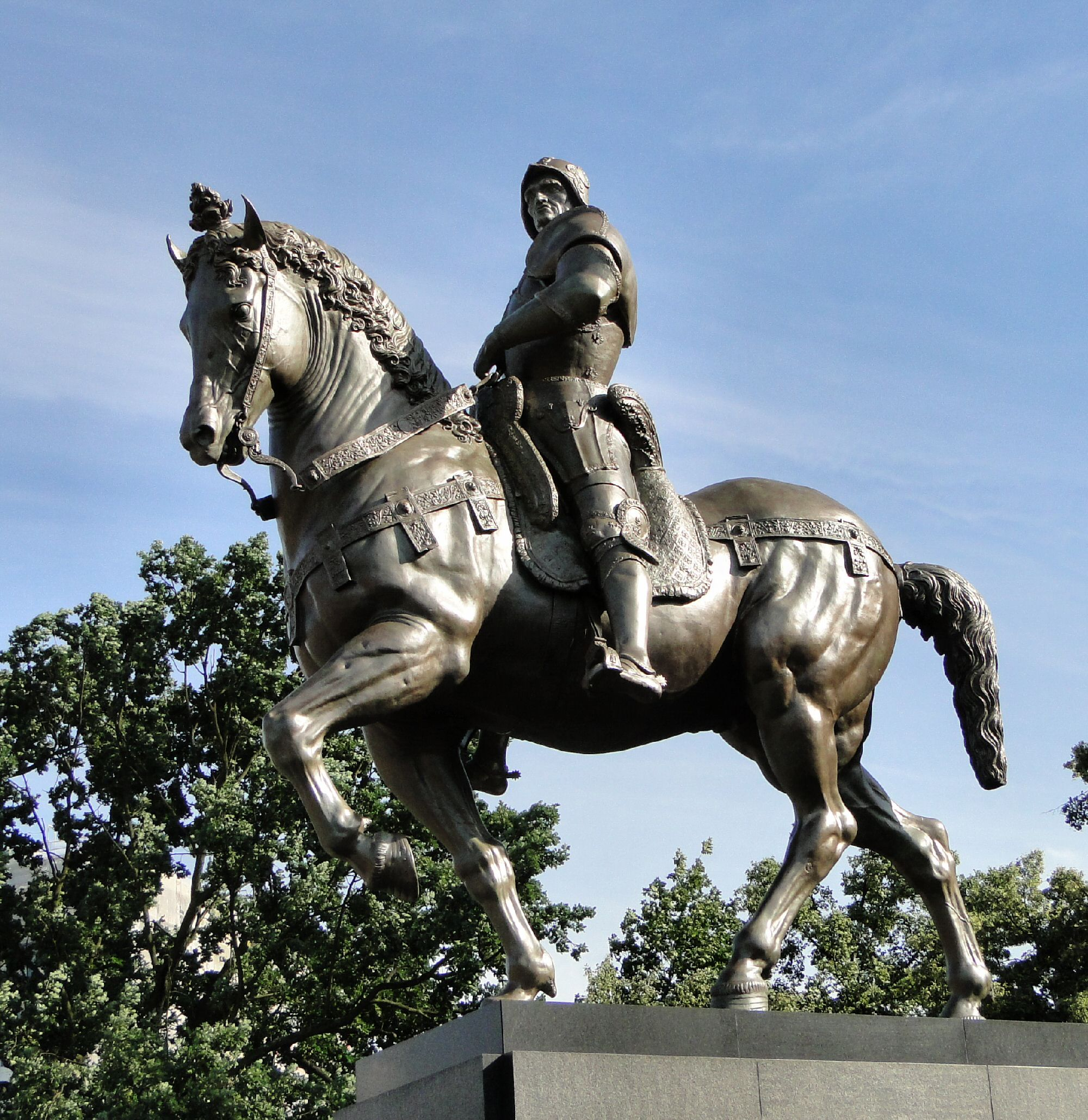
Replik des Colleoni-Standbildes von Andrea del Verrocchio für das Städtische Museum Stettin

Zu den ausgestellten Sammlungen gehörten:
- Eine Sammlung von Kopien antiker Plastiken, begründet von Heinrich Dohrn. Die Kopien waren in Bronze und Marmor erstellt.
- Eine Gemäldesammlung, deren ältere Bestände auf den 1834 gegründeten Kunstverein für Pommern zurückgehen.
- Eine völkerkundliche Sammlung, mit Beständen des 1863 gegründeten Pommerschen Museumsvereins.
- Eine Sammlung von Schiffsmodellen der Stettiner Vulcan-Werft.
- Von 1913 bis 1928 auch die Altertumssammlung der Gesellschaft für pommersche Geschichte und Altertumskunde. Die Sammlung erhielt 1924 die Bezeichnung Provinzialsammlung pommerscher Altertümer und wurde 1927 durch die Gesellschaft dem Provinzialverband Pommern übereignet. 1928 wurde die Sammlung aus dem Städtischen Museum in das im Alten Ständehaus neugeschaffene Provinzialmuseum pommerscher Altertümer (1934–1945 Pommersches Landesmuseum Stettin) überführt. Kustos der Sammlung war ab 1924 Otto Kunkel, der anschließend Direktor des neuen Provinzialmuseums wurde.

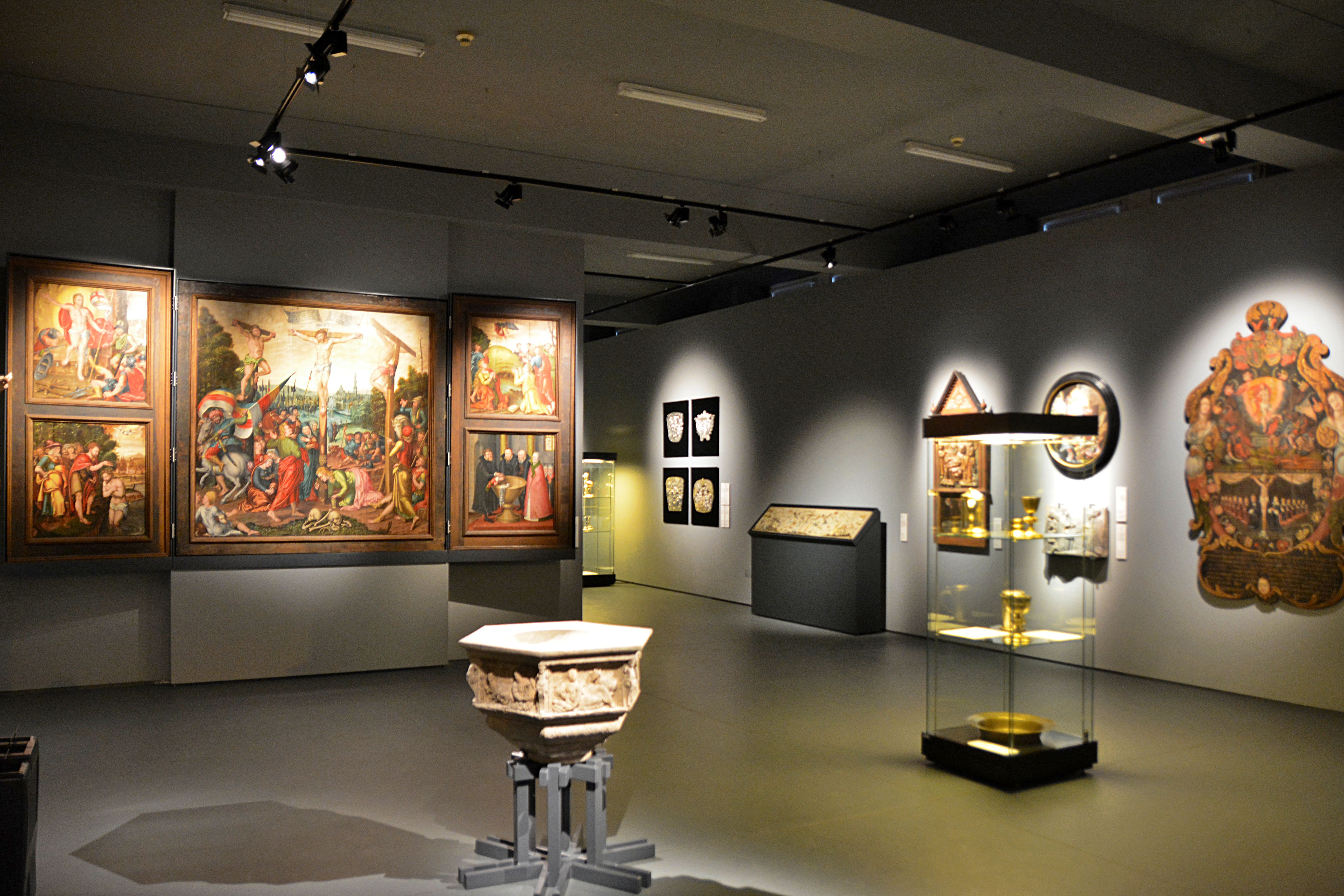
Ausstellung "Verborgene Bedeutung"
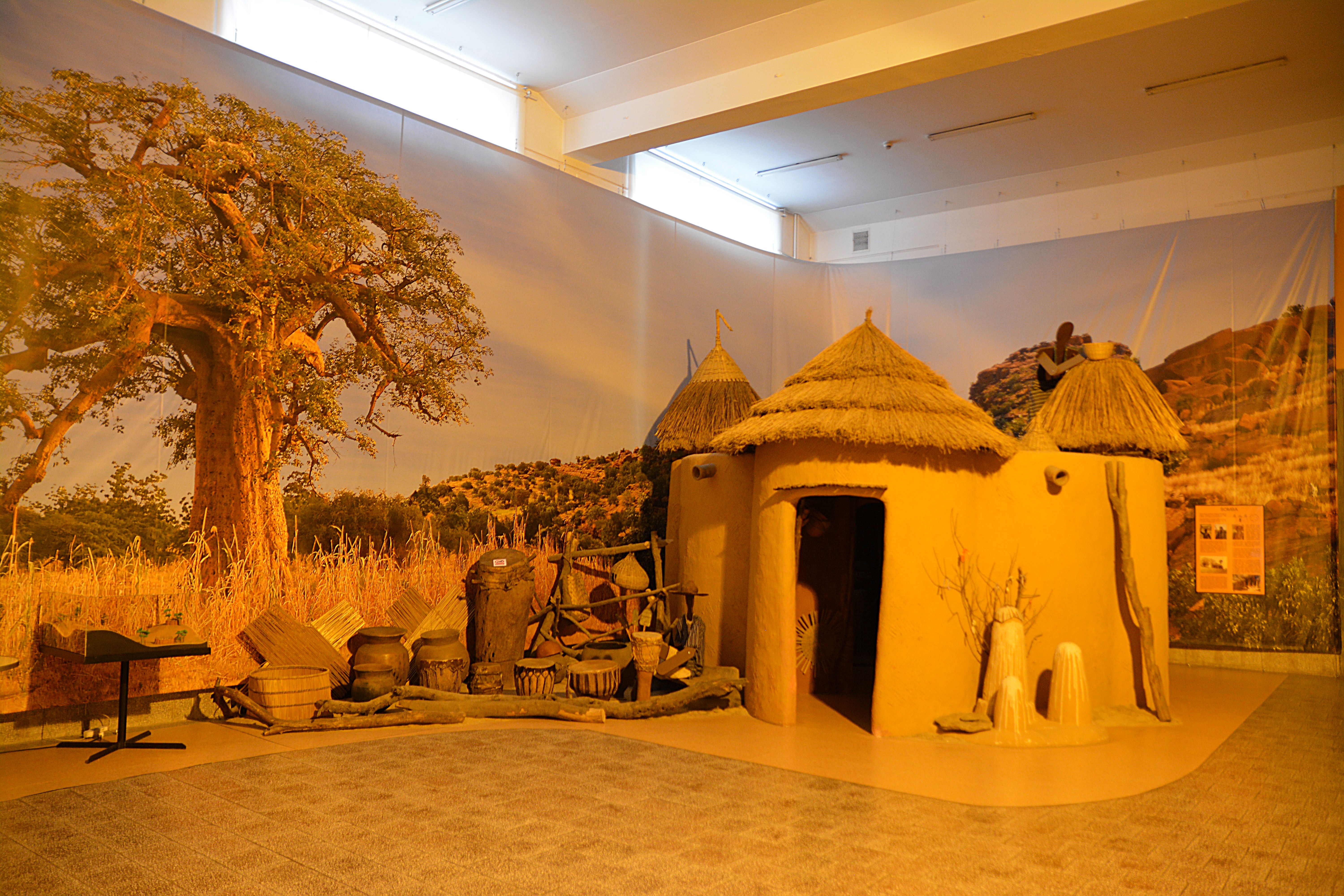
Afrikanisches Dorf
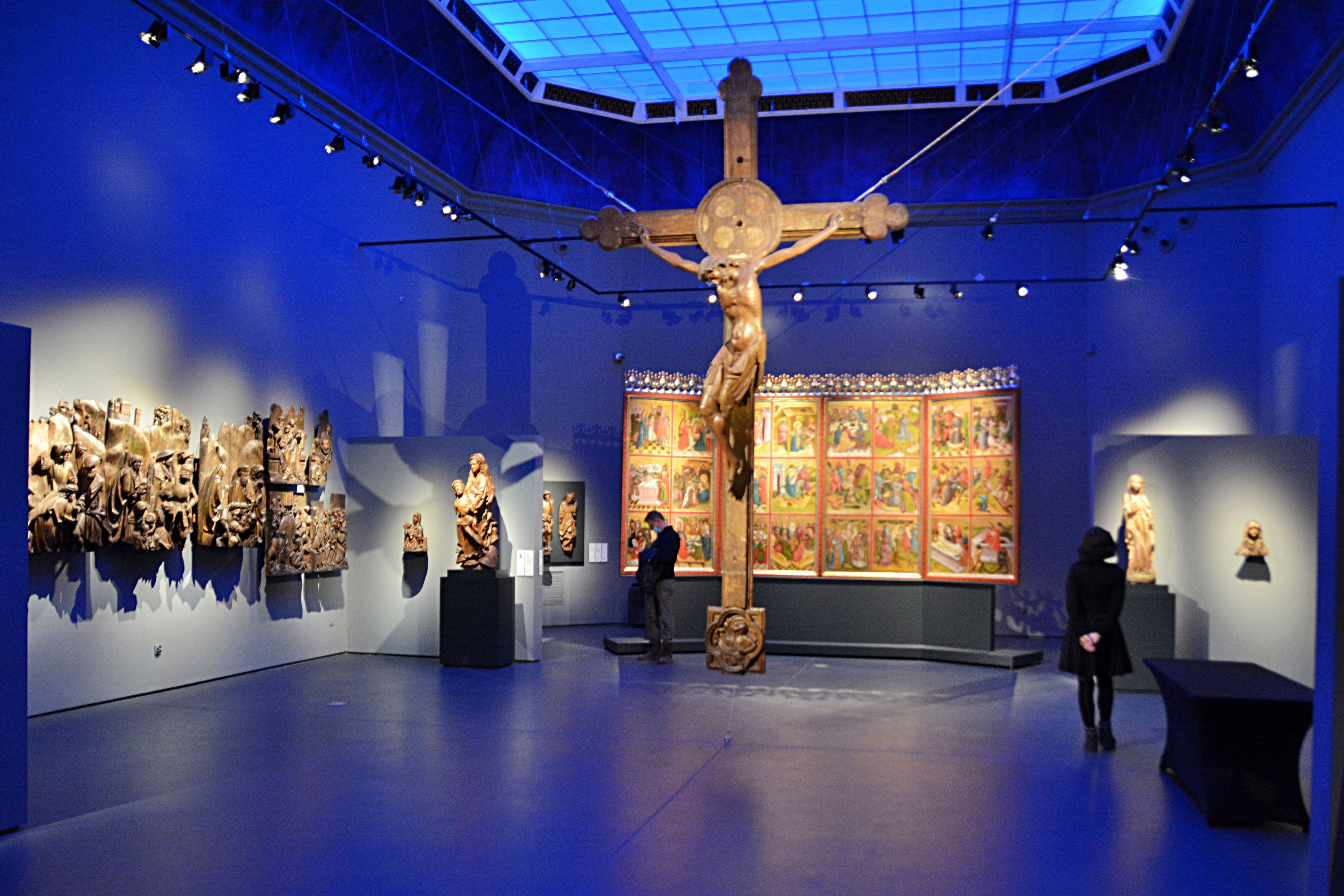
Ausstellung „Das Geheimnis des Lichts“
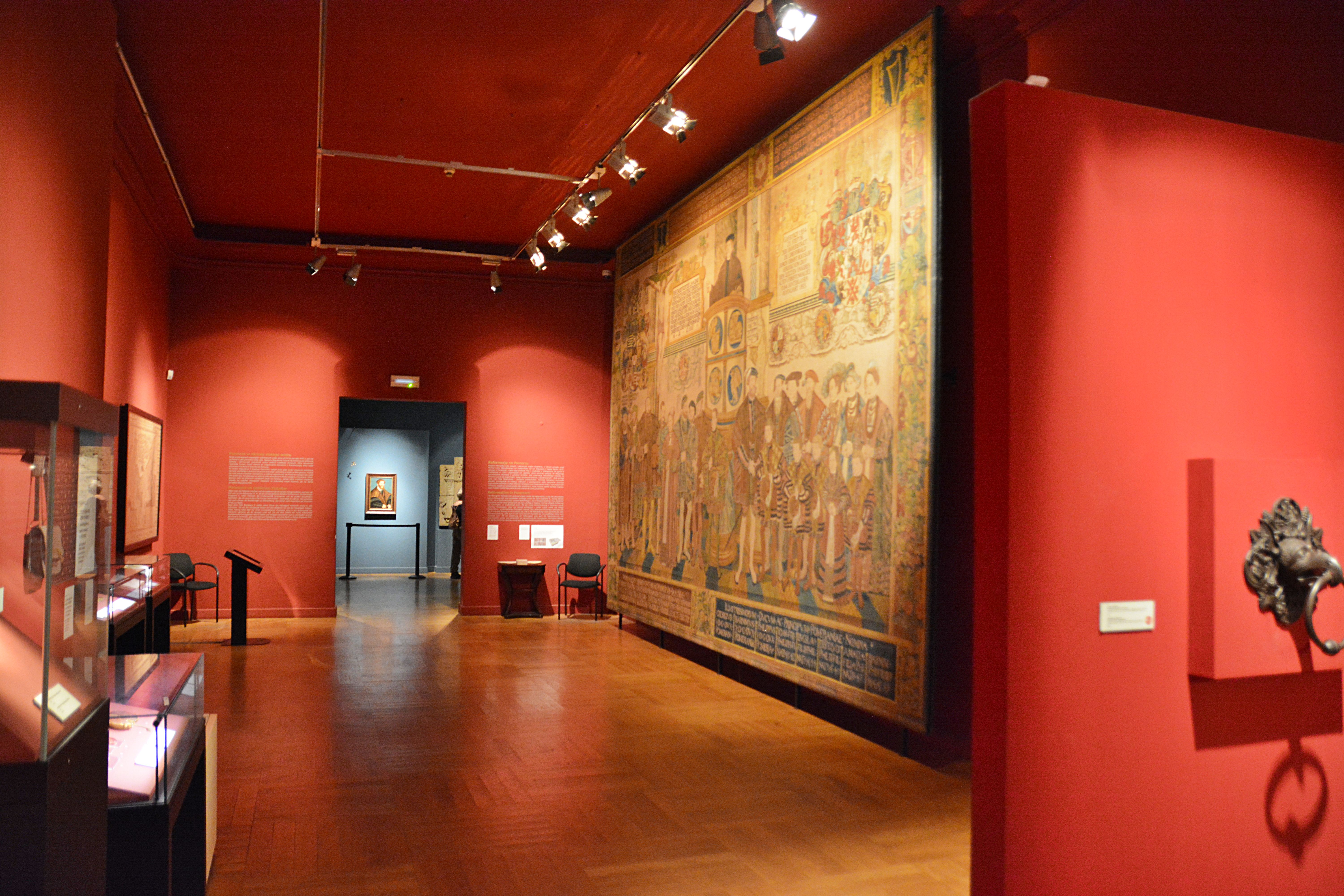
Goldenes Zeitalter Pommerns
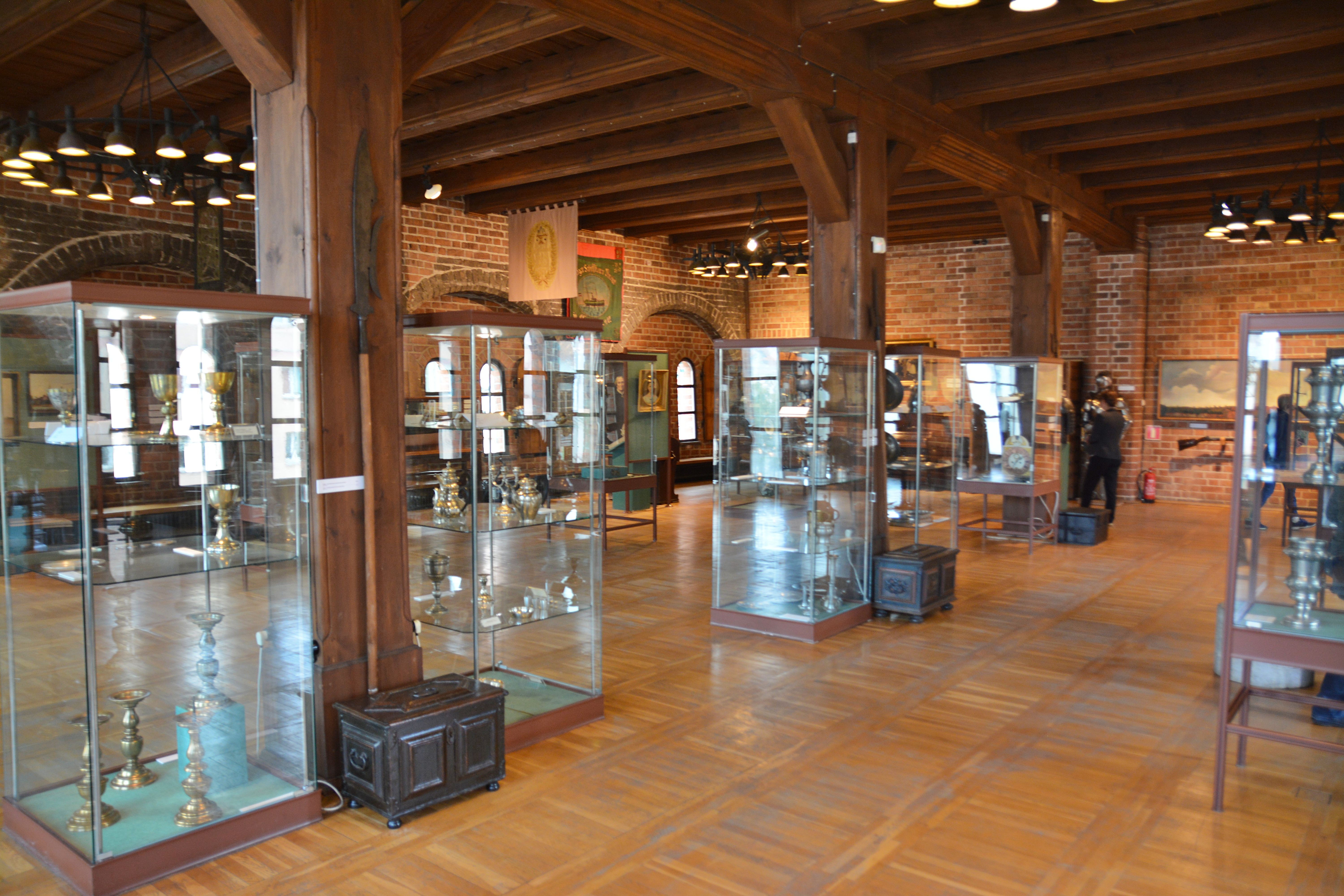
Geschichte und Kultur Stettins in schwedischer und preußischer Zeit
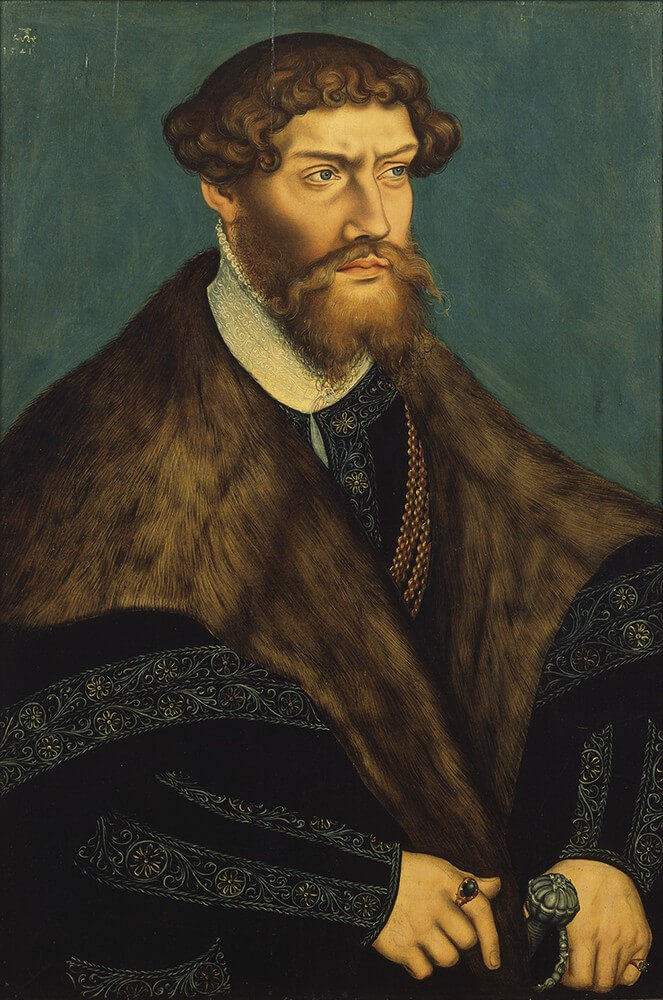
Lucas Cranach der Jüngere Porträt Philipps I. (1541)
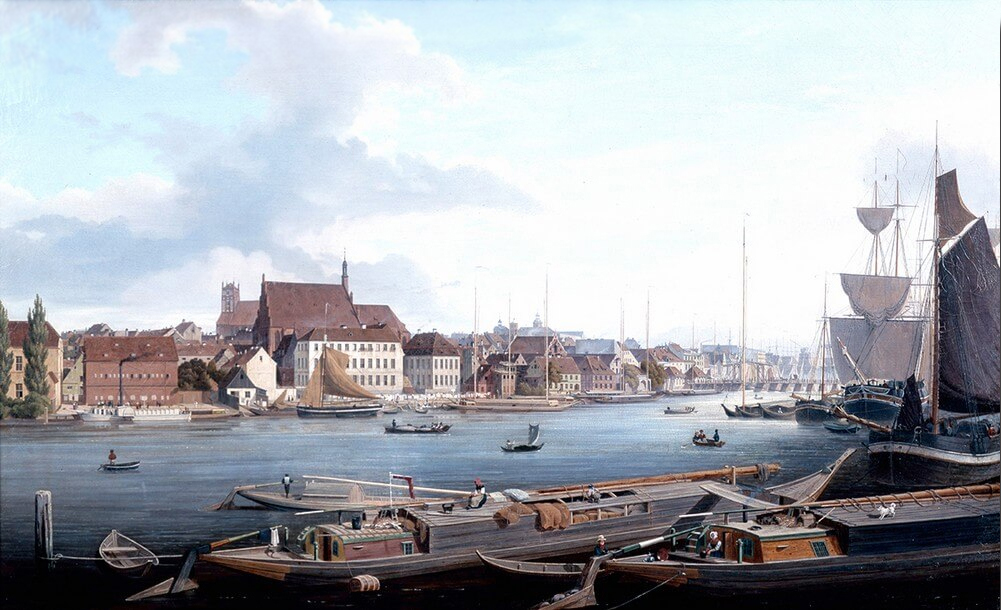
Ludwig Eduard Lütke Blick auf Stettin von der Oderseite mit der Kirche St. Johannes, 1836